# Triaenodes tafanus
Triaenodes tafanus är en nattsländeart som beskrevs av Douglas E. Kimmins 1962. Triaenodes tafanus ingår i släktet Triaenodes och familjen långhornssländor. Inga underarter finns listade i Catalogue of Life.